# Bremen-Verden
Bremen-Verden var en svensk besittning i norra Tyskland under åren 1648-1719.

## Belägenhet
Bremen-Verden var belägen mellan floderna Elbes och Wesers nedre lopp och idag ingående i den tyska delstaten Niedersachsen. Arean var 5 176 km² för hertigdömet Bremen och 408 km² för hertigdömet Verden. Riksstaden Bremen ingick inte i den svenska besittningen. 

## Historia
Bremen-Verden bestod av det tidigare ärkebiskopsdömet Bremen och biskopsstiftet Verden, vilka i westfaliska freden 1648 som hertigdömen avträddes till Sverige. Området förvaltades tillsammans med Wildeshausen (som 1679-1700 var förpantat till Münster och efter 1700 till Hannover) och Thedinghausen (till 1679) i ett generalguvernement.
År 1712 erövrades länderna av Danmark, som 1715 sålde det till Braunschweig-Lüneburg vilket ledde till krig mellan Sverige och denna stat. 1719 avträdde Sverige formellt besittningen till Hannover.